# Максимилиан Фаянс
 За керамичния материал вижте фаянс.  
Максимѝлиан Фа̀янс (на полски: Maksymilian Fajans) (1827 – 1890) е полски фотограф, литограф и художник от еврейски произход. Рисува портрети на видни полски интелектуалци. През 1865 г. печели наградата на Международната фотографска изложба в Берлин, а през 1873 г. на Виенската изложба.